# Humm-Wadsworth-Modell
Das Humm-Wadsworth-Modell (kurz: Humm-Modell) ist ein  Persönlichkeitsmodell, welches primär benutzt wird, um menschliches Verhalten und Emotionen besser zu verstehen. Seine Einsatzmöglichkeiten sind vielseitig. Es kann zum Beispiel als Diagnostik-Werkzeug in psychologischen Testverfahren verwendet werden (Persönlichkeitstests). Es wird aber vor allem eingesetzt, um im Gespräch ad hoc einen ersten Überblick über seinen Gegenüber zu erhalten.

## Die sieben Persönlichkeitstypen
Das Humm-Persönlichkeitsmodell geht davon aus, dass Menschen sieben Persönlichkeitstypen besitzen. Mit der Entwicklung des Menschen werden mit der Zeit bis zu drei Persönlichkeitstypen dominanter als die anderen. Diese dominanten Komponenten gilt es, mit Hilfe des Humm-Wadsworth-Modell, zu erkennen und weiter auszubauen. Die sieben Persönlichkeitstypen werden wie folgt bezeichnet:
| Persönlichkeitstyp | Dominantes Verlangen                      | Charakteristika |
| ------------------ | ----------------------------------------- | --- |
| Normal             | Verlangen nach Ordnung                    | selbstständig, konservativ, logisch denkend, gesetzkonform handeln, eingeschränkt emotional                                         |
| Mover              | Verlangen nach Kommunikation              | extrovertiert, dynamisch, gut gelaunt, Multitasking, leidet an Gefühlsschwankungen, sieht Ereignisse entweder als schwarz oder weiß |
| Doublechecker      | Verlangen nach Sicherheit                 | vorsichtig, nervös, kritisch und pessimistisch, sympathisch, mitfühlend, familienorientiert                                         |
| Artist             | Verlangen nach Kreativität                | individuell, gutes Vorstellungsvermögen, stur, sensibel, seiner selbst bewusst                                                      |
| Politician         | Verlangen nach Macht                      | konkurrenzfähig, Durchsetzungsvermögen, zielstrebig, verteidigt seine festgelegten Ideen, misstrauisch, selbstbewusst               |
| Engineer           | Verlangen nach Vollendigung von Projekten | objektiv, zielstrebende Motivation, praktisch, strukturiert, methodisch                                                             |
| Hustler            | Verlangen nach materiellem Erfolg         | nutzt Gelegenheiten ohne Rücksicht auf Konsequenzen, ergebnisorientiert, charmant, liebt Glücksspiel, verhandlungsstark             |

## Geschichte
Theorien, die dem Humm-Wadsworth-Modell zugrunde liegen, gehen zurück auf die Untersuchungen des russisch-amerikanischen Psychiaters Aaron Joshua Rosanoff (1878–1943), der sich mit Psychosen befasste und der enge Verbindungen zum Eugenics Record Office unterhielt und Mitglied der Eugenics Research Association war.
Demnach gab es für Ärzte der früheren Zeit nur ein Ergebnis: Entweder galt man als normal oder als psychisch krank. Rosanoff argumentiert, dass diese Unterscheidung "unnatürlich" sei und appellierte, sich alternativ auf das Ausmaß einer psychischen Erkrankung zu konzentrieren.
Rosanoff erforschte dieses Ausmaß einer psychischen Krankheit, entdeckte einen Zusammenhang zwischen häufigen psychischen Krankheiten und Persönlichkeitsstörungen und teilte sein Ergebnis in fünf Klassen auf:
- Antisoziales Verhalten (Missachtung sozialer Normen)
- Manisch-depressives Verhalten, welches aus vier Kriterien besteht:

- manische Veranlagung
- reizbare Veranlagung
- emotional labil
- depressive Veranlagung

- Autismus (geringes Interesse an der Umwelt sowie daran, Kontakte knüpfen)
- Epilepsie
- normal (Hemmung, Kontrolle über die Emotionen, überlegene Ausgeglichenheit des Verstandes, rationale Ausgewogenheit, Nerven aus Stahl)

Rosanoff bewertet den Typ „normal“ nicht als psychische Krankheit, sondern beschrieb ihn als Typus, der das Verlangen nach Ordnung besitzt und jegliches Handeln, das dazu beiträgt, besser in die Gesellschaft integriert zu werden. Der Typ normal ist nicht frei von diesen vier abnormalen psychischen Krankheiten, ist jedoch in der Lage diese zu hemmen.
Diese fünf Komponenten beschreibt er als „Temperamente“. Sie beschreiben ein über langfristige Zeiträume internalisiertes Verhalten, welches Emotionen, Handlungen und Denkweisen dominieren. Diese Temperamente erscheinen im Menschen in der Regel in Mischformen, Reinformen sind die Ausnahme.
Basierend auf diesen Thesen von Rosanoff entwarfen 1935 die beiden amerikanischen Psychologen Doncaster Humm (1887–1959) und Guy Wadsworth (* 1901) für ein Versorgungsunternehmen einen Fragebogen, mit dessen Hilfe Personalanforderungen für sämtliche Berufe erkundet werden sollten. Der Fragebogen wies beim Testdurchlauf noch Schwierigkeiten in der Differenzierung auf. Die gesammelten Daten wurden mit Hilfe einer Faktorenanalyse erneut untersucht, wodurch sie die Theorie von Rosanoff erweiterten. Sie unterteilten "manisch-depressives" Verhalten und "autistisches" Verhalten in "manisch oder depressiv" sowie "autistisch oder paranoid".
Erst dadurch wurde den beiden Wissenschaftlern bewusst, dass es "normales" Verhalten in Kombination mit "abnormalen Krankheiten" geben kann. Dieser Mix ist gesellschaftlich akzeptiert, solange es kontrollierbar ist.

## Vorteile
Der größte Vorteil des Humm liegt in seinem modularen Aufbau begründet. Bei vielen Persönlichkeitsmodellen wird der Proband einem von mehreren Persönlichkeitstypen zugeordnet. Beim Humm-Modell sind alle sieben Typen in jedem Menschen vorhanden, jedoch in verschiedenartiger Ausprägung. Es ist die Stärke der einzelnen Komponenten und deren individuelle Mischung, die den Charakter ausmacht. Dadurch ist das Humm wesentlich flexibler als vergleichbare Modelle. Unterscheidet man für die Stärke der Typen in drei Ausprägungen (schwach, mittel, stark), lassen sich bereits über 2000 unterschiedliche Charaktere beschreiben, was wissenschaftlich, mit der Forschung von Statistiker Humm und dem Psychologen Guy Wadsworth, fundiert ist. Diese sieben Komponenten des Persönlichkeitsmodells stehen psychologisch betrachtet im Zusammenhang mit der menschlichen Auffassungsfähigkeit, die sich maximal sieben Dinge merken kann. 

## Nachteile
Das Humm-Wadsworth-Persönlichkeitsmodell ist außerhalb Australiens wenig etabliert. Die Terminologie wurde in Verbindung gebracht mit den früheren Forschungen, die psychische Krankheiten untersuchten. Auch weiß man nicht, auf welche Prozesse die dominanten Charakterausprägungen mit der Zeit zurückzuführen sind und welche zukünftigen kausalen Beziehungen den jetzigen Persönlichkeitstypus wieder verändern. Dadurch besitzt das Modell keinen Einfluss darauf, bestimmte Merkmale so zu manipulieren, um damit andere charakteristische Eigenschaften des jeweiligen Persönlichkeitstypus Personen zu vermitteln. Man kann sich nur auf die dominanten Ausprägungen konzentrieren und diese verbessern.

## Anwendungsgebiete
Die Anwendungsgebiete sind vielseitig. Primär findet das Humm-Wadsworth-Persönlichkeitsmodell in Ad-hoc-Gesprächen seinen Einsatz. Dies zeigt sich im privaten Leben, Personal Management,  Mitarbeiterführung sowie im Vertrieb. Sekundär findet man es als Persönlichkeitstest und im Recruiting. 
Das Humm-Wadsworth-Persönlichkeitsmodell wird in Australien durch Christopher Golis, Unternehmensberater, Vortragsredner und Buchautor, im Zusammenhang mit Managementberatung propagiert.